# Речане (племя)

Племя на карте

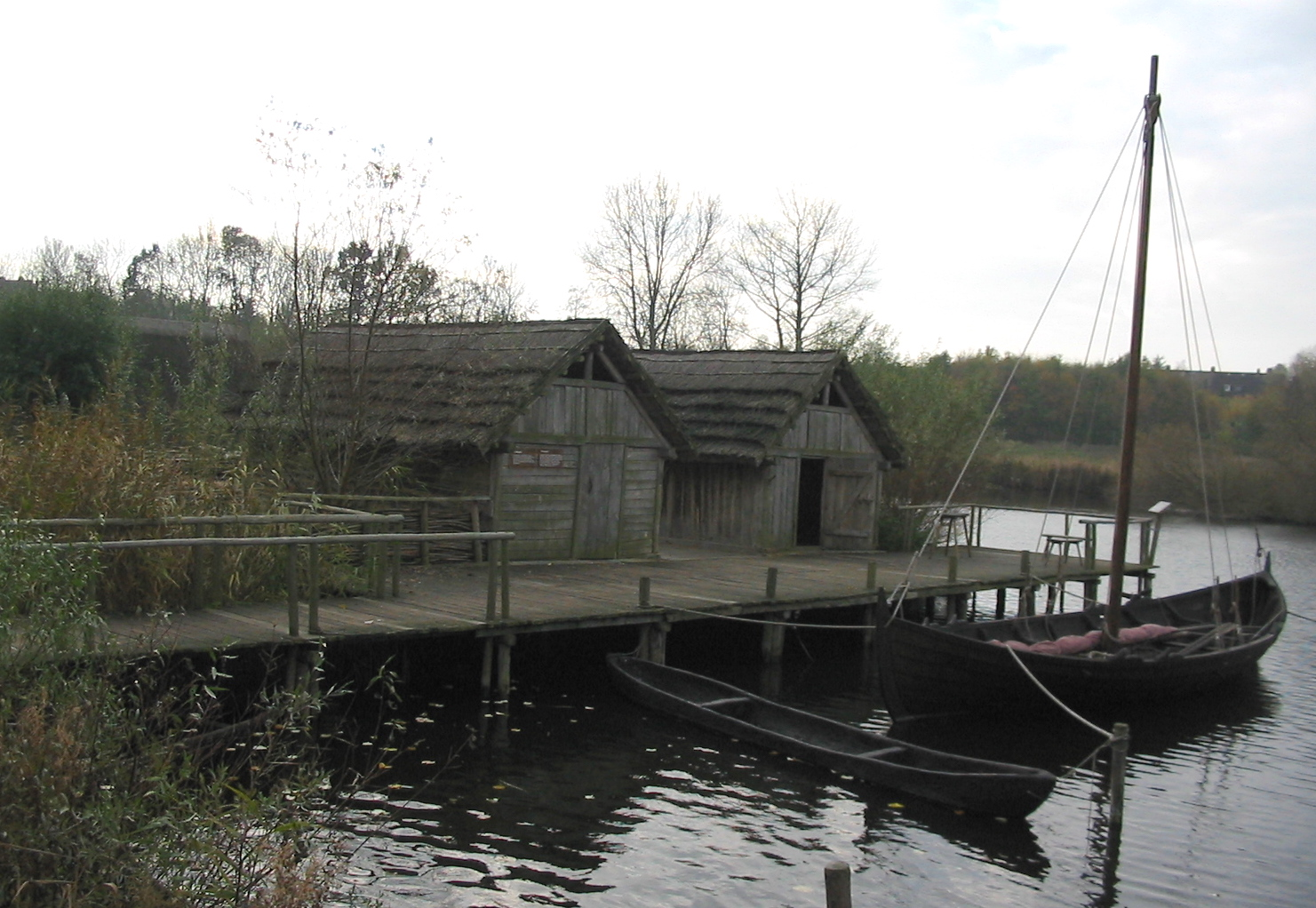
Реконструкция поселения речан VIII—IX века

Речане — средневековое западнославянское племя, которое жило в верховьях Гавеля. Вероятно, являлось одним из племён союза лютичей. Соседствовали с крупным племенем укран и более мелкими племенами плотов, хорицев, мезиречей, грозвин, ванзлов и вострогов.